# Ghindești (comune Florești)
Ghindești è un comune della Moldavia situato nel distretto di Florești di 2.603 abitanti al censimento del 2004, da non confondere con la città omonima del medesimo distretto

## Località
Il comune è formato dall'insieme delle seguenti località (popolazione 2004):
- Ghindești (1.528 abitanti)
- Hîrtop (805 abitanti)
- Țîra (261 abitanti)
- Țîra, loc, st, c, f, (9 abitanti)